# Vänsterkvinnorna
Vänsterkvinnorna (finska: Vasemmistonaiset) är en socialistisk och feministisk kvinnoorganisation i Finland med koppling till Vänsterförbundet.
Vänsterkvinnorna bildades 1990, då de tidigare organisationerna Finlands demokratiska kvinnoförbund och Demokratiska förbundet för Finlands folk upplöstes.